# Constantino dos Países Baixos
Constantino Cristóvão Frederico Ascuíno (Utrecht, 11 de outubro de 1969) é o terceiro e mais novo filho da rainha Beatriz dos Países Baixos e seu marido, o príncipe consorte Claus von Amsberg, sendo o irmão mais novo do rei Guilherme Alexandre.
Estudou Direito na Universidade Leiden, a universidade mais antiga de seu país, e trabalhou no departamento de comissionários de relações estrangeiras holandeses da União Europeia Van den Broek, em Bruxelas. Depois, ele foi empregado pela UE e continuou a trabalhar lá em várias capacidades até o fim de 1999. Em dezembro de 2000, ele foi honrado com o mestrado em administração de empresas no Instituto Europeu de Administração de Empresas, em Fontainebleau, na França. Ele passou então um ano trabalhando para a Corporação Financeira Internacional do Banco Mundial, em Washington DC, nos Estados Unidos.
Em 17 de maio de 2001, o príncipe Constantino casou-se com a plebéia Laurentien Brinkhorst. Após a cerimônia de casamento, eles se mudaram para Londres. Atualmente, eles têm três filhos:
- Eloísa de Orange-Nassau, Jonkvrouwe von Amsberg, nascida em 8 de junho de 2002.
- Claus-Casimiro de Orange-Nassau, Jonkheer von Amsberg, nascido em 21 de março de 2004.
- Leonor de Orange-Nassau, Jonkvrouwe von Amsberg, nascida em 3 de junho de 2006.

Desportista, Constantino gosta de praticar futebol, tênis, golfe e esqui. Seus 
hobbies são desenhar, cozinhar e ler. Ele raramente participa de eventos públicos, como membro da família real holandesa. Atualmente, o príncipe e sua família vivem em Bruxelas, na Bélgica.